# N15 (Guinea)
Die N15 ist eine Fernstraße in Guinea, die in Bendougou an der Ausfahrt der N30 beginnt und in Fandanda an der Grenze nach Mali endet. Sie ist 63 Kilometer lang.